# Villa Argine
Villa Argine o semplicemente Argine (L'Èrzen in dialetto reggiano, De Argene in latino) è una frazione del comune di Cadelbosco di Sopra, in provincia di Reggio Emilia.

## Geografia fisica
Argine è composta, per lo più, da case sparse e suddivise in tre centri abitati differenti: Argine, La Rocca e Vialato. La frazione è posta a 4 km a nord-est dal centro di Cadelbosco di Sopra e a 3 km a nord-ovest da Bagnolo in Piano, nella zona nord-est del territorio comunale.

## Storia
Risulta menzionata in un documento del 907 come Argene e in un diploma dell'imperatore Ottone I del 963.

## Monumenti e luoghi d'interesse
- Chiesa dei Santi Cipriano e Giustina, risalente alla fine del XV secolo, fu riedificata fra il XVII e il XVIII secolo su progetto dell'arch. Pietro Ferretti. All'interno, la chiesa conserva pregevoli opere quali un antico affresco quattrocentesco (probabilmente raffigurante i santi Cipriano e Giustina) e la seicentesca Madonna del Carmine. Il sisma del 1996 danneggiò seriamente l'abside e il campanile della chiesa che in seguito furono consolidati e risanati.